# Stephanie Zimbalist
 (mars 2019).
Si vous disposez d'ouvrages ou d'articles de référence ou si vous connaissez des sites web de qualité traitant du thème abordé ici, merci de compléter l'article en donnant les références utiles à sa vérifiabilité et en les liant à la section « Notes et références ».
Pour les articles homonymes, voir Zimbalist.
Stephanie Zimbalist est une actrice américaine, née le 8 octobre 1956 à Manhattan, à New York (États-Unis).

## Biographie
Elle est la fille d' Efrem Zimbalist Jr. et de Stephanie Spalding Zimbalist. Par son père, elle est la petite-fille de la soprano roumaine Alma Gluck et du violoniste Efrem Zimbalist.
Elle est connue notamment pour son rôle de Laura Holt dans la série Les Enquêtes de Remington Steele aux côtés de Pierce Brosnan.

## Filmographie
- 1977 : Yesterday's Child (TV) : Ann Talbot
- 1977 : In the Matter of Karen Ann Quinlan (TV) : Mary Ellen Quinlan
- 1977 : The Gathering (film, 1977)|The Gathering (TV) : Toni Thornton
- 1978 : Forever (film, 1978)|Forever (TV) : Katherine Danziger
- 1978 : La Magie de Lassie (The Magic of Lassie), de Don Chaffey : Kelly Mitchell
- 1978 : Colorado (Centennial) (feuilleton TV) : Elly Zendt
- 1978 : Long Journey Back (TV) : Celia Casella
- 1979 : The Triangle Factory Fire Scandal (TV) : Connie
- 1979 : The Best Place to Be (TV) : Maryanne Callahan
- 1980 : The Golden Moment: An Olympic Love Story (TV) : Anya Andreyev
- 1980 : La Malédiction de la vallée des rois : Margaret Corbeck
- 1980 : The Babysitter (en) (TV) : Joanna Redwine
- 1981 : Elvis and the Beauty Queen (TV) : Linda Thompson
- 1982 : Tomorrow's Child (TV) : Kay Spence
- 1982-1987 : Les Enquêtes de Remington Steele (Remington Steele) (série TV) : Laura Holt
- 1985 : Délit de fuite (film, 1985)|Délit de fuite (Love on the Run) (TV) : Diana Rockland
- 1985 : Chaînes conjugales (film, 1985)|Chaînes conjugales (A Letter to Three Wives) (TV) : Debra Bishop
- 1987 : Celebration Family (TV) : Janet Marston
- 1987 : Remington Steele: The Steele That Wouldn't Die (TV) : Laura Holt
- 1989 : L'homme au complet marron (ou L'énigme du Caire) (The Man in the Brown Suit )(TV) : Anne Beddingfield
- 1990 : Personals (TV)
- 1990 : L'Héritière suspecte (Caroline?) (TV) : Caroline
- 1991 : The Killing Mind (TV) : Isobel Neiman
- 1991 : The Story Lady (TV) : Julie Pollard
- 1992 : Breaking the Silence (TV) : Janey Kirkland
- 1992 : Sexual Advances (TV) : Paula Pratt
- 1993 : Jericho Fever (TV) : Bonnie Whitney
- 1994 : Animated Stories from the Bible: Music Video - Volume 1 (vidéo) : Eve (voix)
- 1994 : Animated Stories from the Bible: Music Video - Volume 2 (vidéo) (voix)
- 1994 : Incident in a Small Town (TV) : Lily Margaret Bell
- 1994 : Troublante vérité (Voices from Within) (TV) : Ann Parkhurst
- 1995 : The Great Elephant Escape (TV) : Beverly Cunningham
- 1995 : Dix ans d'absence (Whose Daughter Is She ?) (TV) : Cathy
- 1996 : Stop the World, I Want to Get Off (TV) : Evie / Anya / Ara / Ginnie
- 1996 : Randonnée à haut risque (Dead Ahead) (TV) : Maura Loch
- 1997 : La Prison des secrets (Prison of Secrets) (TV) : Lynn Schaffer
- 1999 : Le Jeu du prophète (The Prophet's Game) : Francis Aldobrandi
- 2000 : À la frontière du cœur (Borderline Normal) : Vicky Walling
- 2000 : Bread and Roses : Stephanie Zimbalist - Party Guest
- 2001 : Scandale à l'hôpital (Malpractice) : Beth Garrett
- 2005 : À chacun sa vérité (Truth) (TV) : Meredith